# Topo Gigio
Topo Gigio è un pupazzo antropomorfo creato nel 1959 da Maria Perego e Federico Caldura con la collaborazione del regista Guido Stagnaro.
Creato per la trasmissione televisiva Serata di gala, in breve tempo riscosse un notevole successo, in particolare durante gli anni sessanta e settanta, tanto da apparire in moltissime trasmissioni sia italiane, come Canzonissima, il 75º Festival di Sanremo e lo Zecchino d'Oro, che straniere, come The Ed Sullivan Show negli Stati Uniti. Conosciuto in molti paesi del mondo, è stato protagonista di film di animazione, serie televisive a cartoni animati, fumetti, libri e campagne promozionali.

## Caratteristiche del personaggio
(frase tipica di Topo Gigio)
Topo Gigio ha l'aspetto di un topo antropomorfo, alto circa venti centimetri, caratterizzato da un corpo tozzo dal colorito roseo e da una grande testa. Ha due grandi orecchie tonde sproporzionate rispetto al resto del corpo, occhi azzurri provvisti di palpebre e ciglia, muso appuntito senza tartufo con sottili vibrisse, bocca piccola, generalmente sorridente, provvista di un piccolo dente sporgente, e capelli biondi; risulta sprovvisto di coda. È vestito in genere con maglioncini dai colori pastello (il più tipico è a righe orizzontali bianche e celesti) e un paio di pantaloni. I suoi doppiatori gli donano una voce diventata caratteristica, contraddistinta da un registro grave, marcati portamenti e salti improvvisi in un acutissimo falsetto.
Da un punto di vista caratteriale, il personaggio è contraddistinto da un forte romanticismo, innocenza pura e senso dell'umorismo e ricerca spesso quella tipologia di effusioni tipiche dei bambini desiderosi di tenerezza. Topo Gigio ha anche due caratteristiche comuni a molti topi immaginari e tipicamente associate ai topi nell'immaginario collettivo, ovvero la golosità nei confronti del formaggio (tipicamente il groviera) ed il timore nei confronti dei gatti (definisce canzonette quelle canzoni dove si citano i gatti, come Quarantaquattro gatti e Volevo un gatto nero). In molti spettacoli televisivi mostra di essere sensibile al fascino delle belle donne del mondo dello spettacolo presenti nelle trasmissioni in cui appare (ad esempio Raffaella Carrà, Maria Teresa Ruta, Elisabetta Gardini, Heather Parisi, Rita dalla Chiesa, Mara Venier e Lola Falana), ricercando in loro la figura materna oppure della fidanzata. La sua creatrice in un'intervista attribuì il suo enorme successo al fatto che esso fosse "il ritratto del candore, della fiducia in un mondo flagellato dai pericoli, dalla satira e dalle paure".
Al personaggio vennero affiancati dei comprimari come i topi Ino, suo cugino e compagno di avventure, e Rosy Rosicchia, la sua fidanzata; suo antagonista era il gatto Attila, mentre nei cartoni animati compare il gatto Megalo. Raramente sul piccolo schermo ma ripetutamente evocato era invece il nonno Teodoro, in quanto ogni volta che il personaggio enunciava un proverbio lo faceva precedere da uno squillante "come diceva mio nonno Teodoroooo...".

## Storia

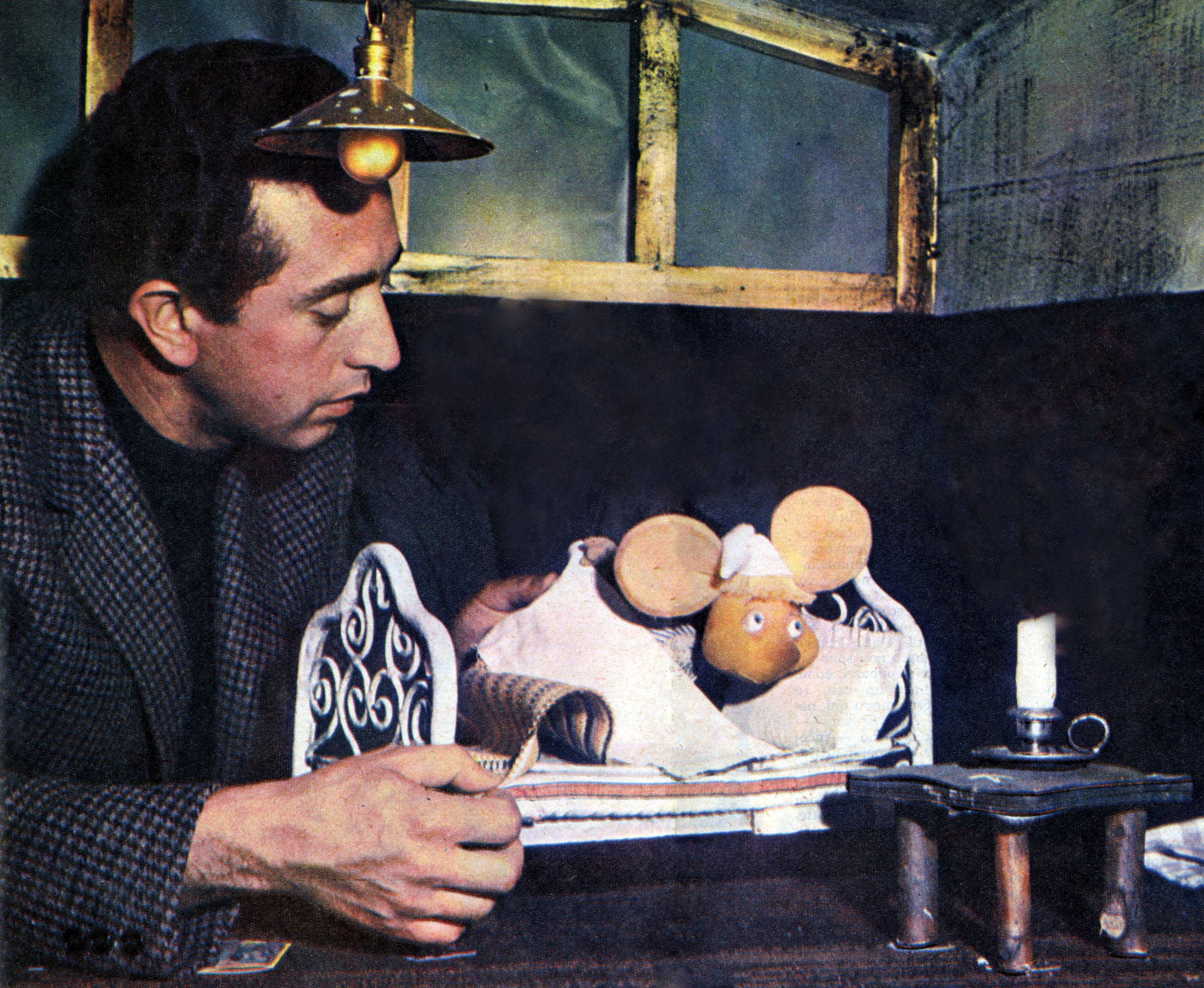
Topo Gigio con il suo storico doppiatore Peppino Mazzullo nel 1961

Maria Perego con il marito Federico Caldura (al centro) e Guido Stagnaro, con Topo Gigio e Rosy, in una foto pubblicata nel febbraio 1962

Topo Gigio ha esordito nel 1959, nella trasmissione Serata di Gala, con la voce del cantautore Domenico Modugno. Le coordinate per realizzare il personaggio furono fornite a Maria Perego e a suo marito Federico Caldura, tramite disegni e precise indicazioni su come dovesse muoversi e atteggiarsi, dal regista e autore televisivo Guido Stagnaro, prendendo come riferimento Topolino. Il corpo del pupazzo fu realizzato in moltoprene.
Nel 1960 è protagonista del programma per bambini Storie di Topo Gigio, trasmesso ogni mercoledì pomeriggio per mezz'ora. Nel 1961 Topo Gigio inizia ad essere doppiato da Peppino Mazzullo, che resterà la sua voce ufficiale per quarantacinque anni, incidendone anche i dischi. Quell'anno Topo Gigio fu il primo pupazzo animato ad apparire nel Carosello, come testimonial di una marca di biscotti, e divenne poi protagonista del film Le avventure di Topo Gigio, diretto da Federico Caldura con sceneggiatura di Maria Perego. Esordì anche come protagonista di una serie a fumetti disegnata da Dino Battaglia su sceneggiatura di Maria Perego e pubblicata sul Corriere dei Piccoli dal 1961 al 1963, e di una serie di fotoromanzi scritti da Alberto Ongaro e pubblicati sempre sul Corriere dei Piccoli nel 1961. Nel 1962 partecipa a Alta fedeltà e negli anni sessanta venne pubblicata una serie di libri con testo di Guido Stagnaro e illustrazioni di Maria Perego. Negli anni seguenti il suo successo diventa internazionale e viene invitato a partecipare al celebre Ed Sullivan Show, del quale diventerà, fra il 1962 e il 1969, uno degli ospiti più assidui e più amati, per un totale di 50 puntate.
Nel 1967 è protagonista di un film giapponese di animazione diretto da Kon Ichikawa, トッポ・ジージョのボタン戦争 (Toppo Jījo no botan sensō?, Topo Gigio e la guerra del missile), presentato alla 28ª Mostra internazionale d'arte cinematografica di Venezia ma mai uscito in Italia.
Nel 1974 presenta Canzonissima con Raffaella Carrà. In questo periodo con la sua voce vengono incisi anche dei 45 giri, come Strapazzami di coccole (rilanciata anche negli anni novanta nella trasmissione Non è la Rai), insieme a un certo numero di cover di successi dell'epoca. Il cantautore Memo Remigi, durante le sue partecipazioni alla TV dei ragazzi, scrisse per lui alcuni brani musicali come Che tipo di topo su testo della creatrice Maria Perego.
Negli anni successivi partecipa a varie trasmissioni della Rai, in particolare utilizzato come spalla fissa di Cino Tortorella nella manifestazione musicale Zecchino d'Oro e di Memo Remigi in L'inquilino del piano di sotto.
Nel 1987 è protagonista delle serie Topo Gigio e le favole e Topo Gigio Gira il Mondo in 80 giorni andati in onda nel programma di Rai 1 Il Sabato dello Zecchino.
Nel 1988 la Nippon Animation ha realizzato una serie animata per la televisione di 34 episodi intitolata Bentornato Topo Gigio, trasmessa in Italia nel 1992, in cui Topo Gigio viene rappresentato come il primo topo astronauta a viaggiare nella Via Lattea. Essa sarà poi trasmessa in Italia da Italia 1 e in Spagna da Telecinco. La versione italiana della sigla è cantata da Cristina D'Avena insieme a Peppino Mazzullo (la voce di Topo Gigio); il coro dei bambini è quello dei Piccoli Cantori di Milano diretti da Laura Marcora, la stessa base musicale è stata utilizzata per la versione spagnola cantata da Soledad Pilas Santos insieme a Mazzullo.
Negli anni novanta esce un giornalino a fumetti intitolato Topo Gigio, con numerose storie scritte da Sergio Crivellaro, e disegnate, tra gli altri, da Luciano Gatto. Sempre in questi anni è una presenza fissa nei programmi La Banda dello Zecchino dove è protagonista della serie Miti e Leggende e La festa della mamma. Nell'edizione del 1997 comparve completamente nudo in una sequenza sotto la doccia, suscitando clamore mediatico.
Nel 2004 Maria Perego firma un contratto con la Mediaset che stabilisce anche il passaggio del pupazzo alla televisione commerciale dove è già stato negli anni ottanta in numerose trasmissioni di varietà e in programmi per ragazzi e, tra le altre cose, la sostituzione della voce Mazzullo con quella di Davide Garbolino, dove la sua voce apparve per la prima volta nel programma televisivo Topo Gigio Show. Nonostante il contratto preservasse la presenza del pupazzo nelle trasmissioni storiche, quell'anno nello Zecchino d'Oro esso viene sostituito da Geronimo Stilton della Piemme.
Nel 2005 è presente a tutte le cinque puntate dello Zecchino d'Oro, nel 2006 alla 49ª edizione solamente alla finale e negli speciali di Natale dello stesso anno; è assente nella 50ª edizione e Cino Tortorella alla presentazione di quella edizione ha polemizzato al riguardo con il direttore di Rai 1 Fabrizio Del Noce. Il 27 aprile 2008 il pupazzo compare in Tg2 Dossier, trasmissione di approfondimento giornalistico del Tg2, dove venne ripercorsa la sua storia. Il 9 marzo 2009 è il cinquantesimo della sua creazione e il 22 settembre compare nel programma Tutti pazzi per la tele. Nell'autunno 2009 viene utilizzato come testimonial per la campagna del governo italiano di prevenzione contro l'influenza A lanciata su televisioni, giornali, radio e settimanali.
Nell'anno 2010 l'attore Leo Valli diventa la sua nuova voce ufficiale, sostituendo la voce di Garbolino, il quale aveva a sua volta sostituito completamente la voce di Peppino Mazzullo nel 2007.
Nel 2017, dopo 11 anni di assenza, il pupazzo ritorna allo Zecchino d'Oro, al fianco di Carlo Conti in occasione della puntata speciale dell'8 dicembre per festeggiare le 60 edizioni e contemporaneamente alla finale della sessantesima edizione.
Da gennaio 2022 Topo Gigio è usato come conduttore del programma Crazy Late Show sulla webTV TVLoft, legata a il Fatto Quotidiano. Il 28 marzo 2022 compare nella prima puntata della terza stagione di Una pezza di Lundini, in cui interpreta la canzone vincitrice del Festival di Sanremo Brividi in duetto con Valerio Lundini.
Dal giugno 2022 è presente nel programma Drusilla e l'almanacco del giorno dopo, condotto da Drusilla Foer, nella rubrica La rubrica del giorno topo.
Nel 2024, per la prima volta dopo diciannove anni, è presente a tutte le puntate dello Zecchino d'Oro.
Il 14 febbraio 2025 diventa il primo personaggio non umano a partecipare come cantante al Festival di Sanremo, duettando con il cantautore Lucio Corsi, nella quarta serata, dedicata alle cover; i due cantano il celebre brano Nel blu, dipinto di blu, esibizione che si classifica al secondo posto tra le cover. Lo stesso anno, è spokesperson per l'Italia all'Eurovision Song Contest 2025.

## Influenza culturale
Il personaggio è apparso e ha avuto successo in trasmissioni televisive di tutto il mondo, in particolare in Argentina, Bolivia, Brasile, Cile, Colombia, Ecuador, Germania, Giappone, Messico, Paesi Bassi, Paraguay, Perù, Portogallo, Spagna, Uruguay, Venezuela e in Jugoslavia.
In Uruguay, la squadra di calcio dell'Huracán Buceo di Montevideo, che prima dello scioglimento militava in seconda divisione del campionato di calcio del Paese sudamericano, aveva adottato Topo Gigio come propria mascotte.

## Altri media
Cinema
- Le avventure di Topo Gigio (1961, diretto da Federico Caldura con sceneggiatura di Maria Perego).[4][9][11][12]
- Topo Gigio no botan sensō - conosciuto anche col titolo Topo Gigio e la guerra del missile (1967, diretto da Kon Ichikawa)[23][24][25][26]
- Topo Gigio no castelo do Conde Drácula (1989, Pedro Siaretta)[27][28]

Serie televisive animate
- Bentornato Topo Gigio (1988-1989)
- Topo Gigio (2020)

Televisione
- Zecchino d'Oro (Programma Nazionale, 1959-1975; Rete 1, 1976-1982; Rai 1, 1983-2003, 2005-2006, 2017, dal 2024)
- La Banda dello Zecchino (Rai 1, 1983-2002)
- 60 Zecchini (Rai 1, 2017)
- Una pezza di Lundini (Rai 2, 2023)
- Drusilla e l'almanacco del giorno dopo (Rai 2, 2022)
- Festival di Sanremo (Rai 1, 2025)
- Eurovision Song Contest 2025 - Portavoce (Rai 1, 2025) [29][30]

Libri
Collana di volumi realizzati da Guido Stagnaro e Maria Perego, editi negli anni sessanta:
- Avventure di Topo Gigio: Topo Gigio e l'automobile (Mursia, 1962)
- Avventure di Topo Gigio: Topo Gigio e Mustafà (Acor, 1962)
- Avventure di Topo Gigio: Topo Gigio Astronauta (Acor, 1962)
- Cosa Mi Dici Mai. Avventure di Topo Gigio (Mursia, 1961)
- Topo Gigio e l'organino (Acor, 1963), con Mario Milani e Sandro Negri
- Topo Gigio e la lucciola (Acor, 1963)

Periodici a fumetti
- Le avventure di Topo Gigio (1994-2002)[6]

## Discografia
Sono stati pubblicati alcuni dischi in studio a nome di Topo Gigio.
- 1959 - Le avventure di Topo Gigio (Pathé, 33MTX 116)
- 1963 - Le canzoni di Topo Gigio (Pathé, 33MTX 118)
- 1965 - Topo Gigio investigatore/Topo Gigio alla riscossa (Pathé, 33MTX 125)
- 1967 - トッポジージョとうたいましょう in giapponese (Toshiba Records, TP 7232)
- 1968 - Canciones del Topo Gigio Volumen 1 pubblicato in Venezuela (Meca, LPH-1006)
- 1969 - Topo Gigio pubblicato in Brasile (Philips, R 765.092 L)
- 1970 - Topo Gigio canta pubblicato in Messico (Raff, RF 919)
- 1970 - Gotas de lluvia sobre mi cabeza pubblicato in Messico (Raff, RF 927)
- 1975 - Topo Gigio a Canzonissima (Carosello Records, CLN 25047)
- 1975 - Topo Gigio a scuola/Topo Gigio allo Zecchino d'Oro (Carosello Records)
- 1975 - Las travesuras de Topo Gigio pubblicato in Cile (Odeon, SLDC-35321)
- 1975 - Topo Gigio en Navidad con Hugo Blanco pubblicato in Venezuela (Erik, ELP 001)
- 1979 - L'inquilino del piano di sotto (Carosello Records, CLP 23042)
- 1984 - Topo Gigio (Lotus, LOP 14097)
- 1985 - De fiesta con el Topo Gigio pubblicato in Argentina e Perù (Music Hall, LOP 14097)
- 1986 - Lo dije yo primero pubblicato in Messico (Philips, LPR 15319)
- 1986 - Para mis amiguitos pubblicato in Argentina (Music Hall, 18007/6)
- 1986 - Es mi mamá pubblicato in Argentina (Tucan Records, LP 1001)
- 1986 - Él es mi amigo pubblicato in Messico (Philips, LPR 15324)
- 1987 - Los niños del mundo pubblicato in Messico (Philips, LPR-15334)
- 1987 - El tren de chocolate pubblicato in Argentina e Perù (Music Hall, 18.002-1)
- 1987 - No Brasil pubblicato in Brasile (Disco Ban, 831 584-1)
- 1987 - Topo Gigio 2 pubblicato in Brasile con Dick Petra (Disco Ban, 833 755-1)
- 1987 - El baile brinca brinca pubblicato in Venezuela (Tucan Records, LP-ST-87-1014)
- 1988 - Compañerito de escuela pubblicato in Messico (Philips, LPR 15350)
- 1990 - En la escuela con el Topo Gigio pubblicato in Cile (Musicavision, KNIX 1466)
- 1996 - Le più belle canzoni di Topo Gigio (EMI, 7243 8 36662 2 5)
- Mis canciones favoritas pubblicato in El Salvador e Stati Uniti d'America (Dicesa, DICS-1027)
- Canciones del Topo Gigio pubblicato in Colombia (Zeida, LDZ-20469)